# یوپ روهنر
یوپ روهنر (انگلیسی: Joop Rohner؛ ۶ ژوئیه ۱۹۲۷ – ۲۵ ژانویه ۲۰۰۵ (aged 77)) ورزشکار واترپلو اهل پادشاهی هلند بود.
وی در مسابقات کشوری و بین‌المللی در مجموع برندهٔ ۱ مدال برنز شده‌است.